# Pressac
Pressac település Franciaországban, Vienne megyében. Lakosainak száma 551 fő (2022. január 1.). Pressac Épenède, Hiesse, Lessac, Pleuville, Availles-Limouzine, Mauprévoir és Saint-Martin-l’Ars községekkel határos.

## Népesség
A település népességének változása:
| Lakosok száma | 617  | 578  | 576  | 582  | 572  | 561  | 555  | 551  |
|               | 2013 | 2015 | 2017 | 2018 | 2019 | 2020 | 2021 | 2022 |